# Acuera rana
Acuera rana är en insektsart som beskrevs av Delong och Wolda 1982. Acuera rana ingår i släktet Acuera och familjen dvärgstritar. Inga underarter finns listade i Catalogue of Life.